# Adolf Eichmann
Otto Adolf Eichmann (Solingen, 19. ožujka 1906. – Ramla, 1. lipnja 1962.), njemački ratni zločinac.

## Životopis
Rođen je 1906. u protestantskoj obitelji u Solingenu kao najstariji od petero djece Adolfa Karla Eichmanna i Marije (rođene Schefferling). Obitelj se 1913. godine seli u Linz, gdje mu se otac zapošljava kao knjigovođa. 
Nakon neuspješnog školovanja u gimnaziji, upisuje zanatsku školu za mehaničara. Tijekom tog školovanja upoznaje Ernsta Kaltenbrunnera, koji kasnije postaje šef sigurnosne policije SD, te Eichmannov nadređeni oficir. 1921. godine Eichmann napušta zanatsku školu i zapošljava se u tvrtci njegova oca. Od 1925. do 1927. godine radi kao trgovac a 1933. godine postaje zastupnik tvrtke Vacuum Oil Company, njemačke podružnice američke kompanije Standard Oil.

## Članstvo u NSDAP i SS
Godine 1927. Eichmann se učlanjuje u njemačko-austrijsku organizaciju Frontkämpferbund, savez desnice u Austriji. U travnju 1932. godine postaje član Njemačke nacionalno socijalističke radničke parije (NSDAP) s članskim brojem 889895 i član SS-a s brojem 45326. Nakon zabrane NSDAP u Austriji 1933. godine, odlazi u Bavarsku gdje se učlanjuje u Austrijsku legiju (njemački:Österreichische Legion), paramilitarnu organizaciju austrijskih nacionalsocijalista u Njemačkoj. U Klosterlechfeldu i, kasnije, u Dachauu završava četrnaestomjesečnu vojnu obuku u SS-u. Dobrovoljno se javlja u Sigurnosnu službu SD, te radi kao referent za razradu tzv. masonske kartoteke. U lipnju 1935. godine unaprijeđen je u referenta za tzv. židovska pitanja, te u suradnji s njemačkom tajnom policijom Gestapom radi na planiranju protjerivanja Židova iz Njemačke. 
Nakon pripajanja Austrije 1938. godine, kao zapovjednik SD, raspoređen je u Beč, gdje zajedno sa svojim zamjenikom Aloisom Brunnerom osniva Centralni ured za iseljavanje Židova s ciljem nasilnog iseljavanja židovskog stanovništva iz Austrije. Po tom modelu osniva ured s istim ciljevima i zadacima u Pragu. Za vrijeme njegovog djelovanja u Beču protjerano je oko 180.000 Židova. 
Početkom 1940. godine preuzima Centralni ured u Berlinu od Reinharda Heydricha, te postaje šef Referata IV D 4 centralne sigurnosne službe RSHA. U srpnju 1941. godine Eichmann biva zadužen za cjelokupno iseljavanje i protjerivanje Židova iz Njemačke i okupiranih područja, kao i njihov transport u koncentracijske logore. Pod njegovom upravom je koordinacija svih transporta, uglavno željeznicom, organizacija i stvaranje geta, te oduzimanja židovske imovine i upravljanja istom. Time je odgovoran za smrt preko 6 milijuna Židova, koji su pogubljeni kako u getima tako i u koncentracijskim logorima. 
Godine 1941. sastaje se s Mohammed Amin al-Husseiniem, jednim od začetnika antisemitizma u arapskim zemljama, te s njim planira istrebljenje Židova na prostorima Arabije i Bliskog Istoka. 
Godine 1942. na Konferenciji u Wannseeu koordinira i vodi protokol, o tzv. Konačnom rješenju židovskog pitanja. Nakon posjete koncentracijskom logoru Auschwitz, surađuje s mađarskim fašistima na zajedničkim transportima Židova prema Auschwitzu. Okupacijom Mađarske od strane Wehrmachta Eichmann osniva tzv. Eichmann-Kommandu, specijalnu jedinicu SS pod svojim vodstvom, koja je zadužena zajedno s lokalnom upravom za deportaciju desetine tisuća Židova iz Mađarske  Jedinica se sastojala od 150 osoba. Posjeta u Auschwitzu omogućuje mu logističko organiziranje industrijskog ubijanja kao i poboljšanju i usklađivanju transporta željeznicom. U zapisnicima sa suđenja potvrđena je gotovo bolesna perfekcija i težnja da niti jedan transport ljudi iz bilo kojeg razloga ne izostane. Postoje podaci po kojima je Eichmann osobno priorizirao transporte Židova prema logorima u odnosu na logističku potporu njemačkoj oružanoj sili na frontu.

## Bijeg
Od 1945. do 1950. godine krije se u Njemačkoj pod lažnim identitetima (Otto Eckmann i Otto Heninger). 1950. godine bježi tzv. štakorskim kanalima preko Italije u Argentinu. 

## Uhićenje
Zbog nemogućnosti zakonitog izručenja (nepostojeće konvencije o izručenju između Argentine i Izraela) uhićen je 11. svibnja 1960. u prikrivenoj akciji od strane pripadnika izraelske tajne službe Mossad i prebačen u Izrael. Podaci o uhićeju i prebacivanju Eichmanna u Izrael do sada nisu službeno objavljeni niti potvrđeni. O istoj postoji nekoliko verzija, koje su opisane u knjigama engleskih i izraelskih autora.  
U dokumentima objavljenim 2006. godine od strane američke obavještajne agencije CIA-e, dokazano je da je mjesto boravka Adolfa Eichmanna u Argentini bilo poznato njemačkoj obavještajnoj službi, a time i njemačkoj vladi, dvije godine prije samog uhićenja. Ta informacija nije bila iskorištena niti dalje proslijeđena Izraelu. Također je već 1954. godine Dokumentacijski centar Simona Wiesenthala imao obavijest o njegovom boravištu, no niti Svjetski židovski kongres (WJC) kao niti Mossad nisu tada pokazali interes za njegovo uhićenje.  

## Proces

### Pitanje državljanstva
Po austrijskom Zakonu o državljanstvu iz 1918. godine, za dobivanje državljanstva bilo je dovoljno stalno mjesto boravka. Samim time je Eichmannov otac dobio austrijsko državljanstvo, dok ga je Adolf dobio po automatizmu. 
Nakon Eichmannovog uhićenja tadašnjoj austrijskoj politici nije odgovarala tvrdnja o njegovom austrijskom državljanstvu. Na zahtjev tadašnjeg ministra unutrašnjih poslova Austrije Josefa Afritscha, pronađen je način pravnog oduzimanja austrijskog državljanstva Adolfu Eichmannu u zakonskoj odredbi o oduzimanju državljanstva Austrijancima koji su bili pripadnici u stranim vojnim jedinicama. Zbog Eichmannovog članstva u Austrijskoj legiji, ta odluka primijenjena je retroaktivno, te je time de facto, Eichmannu oduzeto austrijsko državljanstvo.

### Suđenje
Proces protiv Adolfa Eichmanna počeo je 11. travnja 1961. godine na Okružnom sudu u Jeruzalemu. Devetomjesečnom pripremom i istragom podignuta je optužnica u 15 točaka. Predsjedavajući suci bili su Moshe Landau, Benjamin Halevi i Yitzhak Raveh. Glavni tužitelj bio je Gideon Hausner. Temelj za optužnicu sastavljen je na osnovu preko 1.500 dokumenata i saslušanja 100 svjedoka, od kojih su 90 bili bivši uhićenici koncentracijskih logora. Obranu je preuzeo njemački odvjetnik Robert Servatius, pošto niti jedan izraelski odvjetnik nije bio spreman preuzeti taj slučaj.

### Presuda
Suđenje je završeno 15. prosinca 1961. godine presudom na smrt vješanjem. Presuda je potvrđena 29. svibnja 1962. godine i izvršena 1. lipnja 1962. godine. Eichmann je time do danas jedina osoba kojoj je jedan izraelski sud donio i nad njom izvršio smrtnu presudu. Kremiran je i njegov je pepeo raspršen u Sredozemno more, kako ne bi mogao biti pokopan niti u jednoj drugoj državi.

## Vanjske poveznice

### Sestrinski projekti
|  | Zajednički poslužitelj ima još gradiva o temi Adolf Eichmann |